# مارکو دالساندرو
مارکو دالساندرو (انگلیسی: Marco D'Alessandro؛ زادهٔ ۱۷ فوریهٔ ۱۹۹۱) بازیکن فوتبال اهل ایتالیا است.
از باشگاه‌هایی که در آن بازی کرده‌است می‌توان به باشگاه فوتبال هلاس ورونا، باشگاه ورزشی لاتزیو، باشگاه فوتبال آ.اس. رم، باشگاه فوتبال باری، باشگاه فوتبال اودینزه، باشگاه فوتبال آتالانتا، باشگاه فوتبال چزنا، و باشگاه فوتبال لیورنو اشاره کرد.
وی همچنین در تیم‌های ملی فوتبال زیر ۱۷ سال ایتالیا، زیر ۱۷ سال ایتالیا، زیر ۱۷ سال ایتالیا، زیر ۱۹ سال ایتالیا، زیر ۲۰ سال ایتالیا، و زیر ۲۱ سال ایتالیا بازی کرده‌است.